# Raimundo Evandro da Silva Oliveira
Raimundo Evandro da Silva Oliveira, mais conhecido como Oliveira (Belém, 4 de março de 1944 — Belém, 12 de janeiro de 2000), foi um futebolista brasileiro que atuou como lateral-direito.

## Carreira
Revelado pelo Paysandu clube de sua cidade natal, onde chegou a jogar com o ídolo tricolor Castilho, Oliveira transferiu-se para o Fluminense em 1966, tendo atuado pelo clube carioca até meados de 1973, disputando 345 partidas, com 168 vitórias, 89 empates e 88 derrotas, marcando 8 gols.
Jogou ainda pelo Coritiba (1972-73/1973-74), Atlético Paranaense (1974-75), CRB, CSA, Remo, Castanhal e Sport Clube Belém, onde encerrou a sua carreira.

## Títulos
Paysandu
- Campeonato Paraense: 1965

Fluminense
- Campeonato Brasileiro: 1970

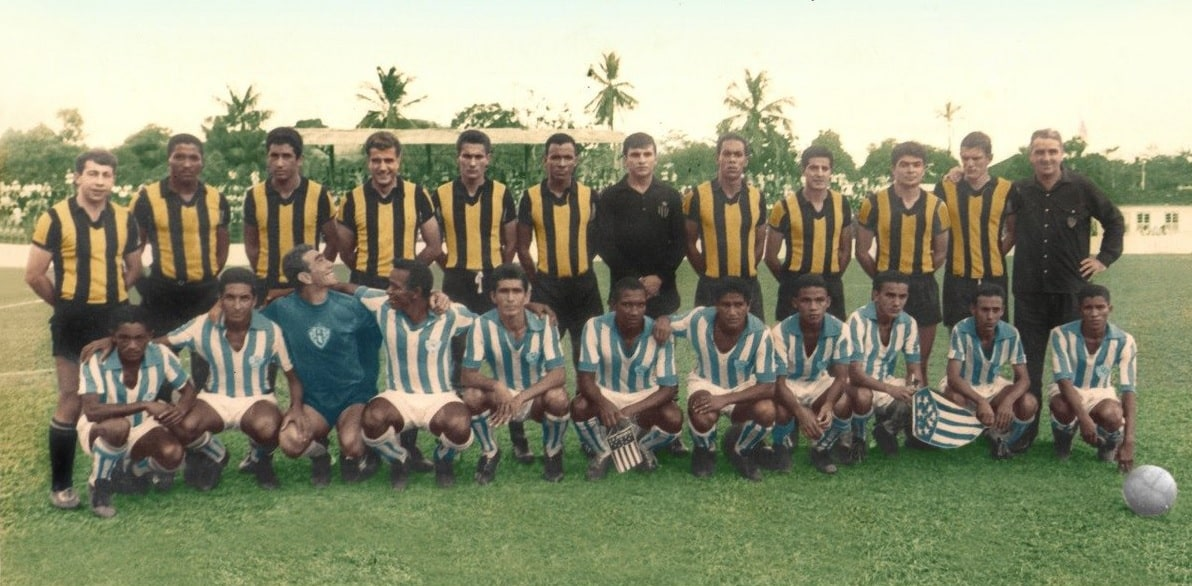
O Paysandu posando juntamente com o Peñarol. Oliveira é o último agachado, à frente do técnico adversário Roque Máspoli. O goleiro Castilho é o terceiro agachado.

- Campeonato Carioca: 1969, 1971 e 1973
- Taça Guanabara: 1966, 1969 e 1971
- Torneio Quadrangular Pará-Guanabara: 1966
- Torneio José Macedo Aguiar: 1971
- Torneio Internacional de Verão do Rio de Janeiro: 1973
- Taça Independência (Fla-Flu): 1966
- Troféu Jubileu de Prata (Fluminense versus Combinado de Volta Redonda): 1966
- Taça Francisco Bueno Netto (Fluminense versus Palmeiras 1ª edição): 1968
- Taça Associación de La Prensa  (Esporte Clube Bahia-BA versus Fluminense): 1969
- Taça João Durval Carneiro (Fluminense de Feira-BA versus Fluminense): 1969
- Taça Francisco Bueno Netto (Fluminense versus Palmeiras 2ª edição): 1969
- Troféu Fadel Fadel - (Fla-Flu): 1969
- Troféu Brahma Esporte Clube: 1969
- Troféu Independência do Brasil - (Fla-Flu): 1970
- Taça Francisco Bueno Netto (Fluminense versus Palmeiras 3ª edição): 1970
- Taça ABRP-Associação Brasileira de Relações Públicas 1950-1970 (Fluminense versus Vasco): 1970
- Taça Globo (Fluminense versus Clube Atlético Mineiro): 1970
- Troféu 27º Aniversario dos Estados Árabes (Fluminense versus Vasco) -  1972